# Єргієва Олена Петрівна
Оле́на Петрі́вна Єргі́єва — заслужена артистка України, віртуозна скрипалька, входить до складу Національної музичної спілки України, голова циклової комісії «Оркестрові струнні інструменти» Одеського училища мистецтв і культури імені К. Ф. Данькевича, викладач Одеської національної музичної академії імені А. В. Нежданової, концертмейстер камерного оркестру Одеської обласної філармонії.

## Життєпис
Закінчила одеську школу № 60 I та II ступеня. Закінчила Одеську державну консерваторію імені А. В. Нежданової по класу скрипки. Відпрацювала за фахом 30 років.
Є лауреаткою 5 міжнародних конкурсів:
- «Фогтландські дні музики» (Німеччина, Клінгенталь, 1999) перша премія
- «Чітта ді Кастельфідардо» (Італія, 1999), друга премія
- «Мелодія для двох сердець» (Київ, 2000), перша премія
- «Кубок Світу» (Естергом, 2003), третя премія
- V Міжнародний Український Музичний Конкурс «ICMU» (Одеса, 2012), перша премія.

2007 року ініціювала створення скрипкового ансамблю «Одеса-леді» (2009 року в Кишиневі завоював звання дипломанта міжнародного фестивалю-конкурсу «Nova Latinitas»).
За роки педагогічної діяльності підготувала понад 40 студентів за фахом, з них 10 лауреатів міжнародних та національних конкурсів.
Дружина Івана Єргієва.